# Змајево брдо
51° 34′ 45″ С; 1° 34′ 06″ З / 51.57927° С; 1.56846° З
Змајево брдо (енгл. Dragon Hill) је мало брдо које се налази близу брда Уфингтонски бели коњ. Налази се близу села Уфингтон у енглеској грофовији Оксфордшир.
Змајево брдо је природно брдо. Уз ово брдо се веже легенда да је на њему Свети Георгије убио змаја. Према легенди, Свети Георгије је змаја пробио кроз срце. Приче говоре да трава не расте тамо где је просута змајева крв. На брду постоји место где трава никад није расла. Наводно, када је Свети Георгије убио змаја, тамо се просула његова крв. Данас нема објашњења зашто тамо не расте трава.